# Маліхи (станція)
Маліхи (пол. Malichy) — пасажирська станція польської залізниці, розташована в однойменній дільниці міста Прушкув, яка обслуговує приміські маршрути WKD. 